# Дарко Миличић
Дарко Миличић (Нови Сад, 20. јуна 1985) јесте бивши српски кошаркаш. Играо је на позицији центра. Изабран је као други пик НБА драфта 2003. од стране Детроит пистонса. Са Детроитом је освојио шампионску титулу 2004.
Поред тога што је први Србин који је освојио НБА титулу, он је и закључно са 20. јуном 2023. најмлађи играч у историји НБА који ју је освојио, пошто је постао шампион 4 дана пре 19. рођендана.

## Приватан живот
Син је Милорада и Зоре, а има и сестру Тијану. Пореклом је из Шипова.
У мају 2009. године Дарко се оженио вишегодишњом девојком Зораном Маркуш. Црквено венчање се одржало у Сремским Карловцима уз присуство Марка Јарића и Адријане Лиме, а општинско венчање обављено је у МБ Пивници где је уприличена и луксузна прослава. У јулу исте године Дарко и Зорана су добили сина Лазара.

## Клупска каријера

### Хемофарм (2001–2003)
Са непуних 16 година је почео да игра за први тим Хемофарма. Прве сезоне је у 18 утакмица бележио просечно по 5,4 поена. 2002. је био члан младе репрезентације Југославије, али га тренер мало уводио у игру због младости. Током следеће сезоне у 20 утакмица је бележио просечно 9,5 поена, а на утакмици ФИБА купа против Сконта из Риге, Миличић је за 30 минута убацио 37 поена. Те сезоне Миличић је са Хемофармом био четврти на фајнал-фору ФИБА купа.

### Детроит пистонси (2003–2006)
На НБА драфту 2003. су га као другог пика, иза Леброна Џејмса и испред Кармела Ентонија и Двејна Вејда, одабрали Детроит пистонси, а због Миличића је промењено правило да играч не мора да буде 18 стар 45 дана пре драфта. После вишемесечних преговора између Хемофарма и Пистонса, Миличић је за 11 милиона долара прешао у Детроит. Због припрема за нову сезону је пропустио Европско првенство у кошарци 2003. у Шведској. Међутим, за разлику од осталих клубова који су имали прве пикове на драфту, Пистонси су били екипа са шампионским амбицијама, а претходно сезоне су стигли до финала источне конференције. Право на другог пика стекли су разменом са Ванкувер гризлисима 1996. Под тренером Леријем Брауном, Миличић је играо само када су Пистонси имали недостижно вођство. На 34 утакмице Миличић је играо просечно 4,6 минута постизао 1,4 поена по мечу. Највише минута проведених на паркету (12) је имао против Атланта хокса 27. фебруара 2004. и против Орландо меџика 10. априла 2004, рекорд сезоне у броју поена (6) је био против Хјустон рокетса 7. јануара 2004. и против Чикаго булса 25. фебруара 2004, а прве поене је постигао против Сијетл суперсоникса 12. децембра 2003. Те сезоне Миличић је са Пистонсима освојио шампионат и постао први играч из Србије коме је то успело, али због мале минутаже је стекао подсмешљив надимак „победнички томпус“. Такође је постао најмлађи играч који је играо у финалу NBA са 18 година и 356 дана. Директор Пистонса Џо Думарс је више пута изјавио да ће Миличић у будућности играти велику улогу у тиму, али му се минутажа није повећала ни следеће сезоне. Миличић је више пута као разлог његовог спорог напредовања наводио неиграње.
Након Брауновог одласка, Флип Саундерс је именован за главног тренера Пистонса. Због претходног Саундерсовог рада на развоју младих играча као што су Кевин Гарнет и Стефон Марбери и због чињенице да Елден Кембел више није био у екипи, многи NBA експерти су очекивали да ће Дарко добити већу минутажу као замена за стартног центра Бена Валаса. Иако је Миличић играо врло добро у летњој лиги и добио похвале од својих саиграча, мало тога се променило у првој половини сезоне 2005/06. Под Сандерсом, Миличић је још увек играо 5,6 минута по утакмици, а добијао је значајнију минутажу само када је Детроит убедљиво губио или побеђивао. Његов изненађујући недостатак минутаже је често био тема часописа ESPN Магазин и Спортс илустрејтед и фан-сајтова попут , који се посветио лобирању да Миличић добије додатно време за игру.

### Орландо меџик (2006–2007)
15. фебруара 2006. пре Ол-стар паузе, Миличић је заједно са Карлосом Аројом послат у Орландо меџик у замену за Келвина Кејта и првог пика на драфту 2007.
Током утакмице против Њујорк никса, Миличић је играо 32 минута и утакмицу завршио са 13 поена и 7 скокова. 32 минута и 13 поена су били његов рекорд током те сезоне, а на тој утакмици је предводио Меџике у броју минута проведених у игри. Управа Орландо меџика је била импресионирана Дарком, а неки су га сматрали бољим и офанзивнијим играчем од Двајта Хауарда. Дарко је такође показао своју способност у блокирању шутева скупивши просечно 2,01 блокаде по мечу у својих 30 утакмица као члан Орландо Меџика, а играо је просечно 20,9 минута и за то време скупио 7,6 поена и 4,1 скока по утакмици.
У сезони 2006/2007. Миличић је одиграо просечно 23 минута и постизао осам поена на 80 утакмица, а тим је заузео 8. место у источној конференцији и пласирао се у плеј-оф први пут после 2003. Пошто Орландо Меџик није хтео да продужи уговор са Миличићем након довођења Рашарда Луиса, Миличић је постао слободни агент.

### Мемфис гризлиси (2007–2009)
Миличић је 12. јула 2007. договорио трогодишњу сарадњу са Мемфис гризлисима, вредну 21.000.000 долара. Дана 13. новембра 2007. против Хјустон рокетса постигао је рекорд сезоне - 20 поена (шут за 2 9-14, 2-4 са линије слоб. бацања), 6 скокова, по 2 украдене лопте и блокаде за 35 минута. Дан касније у поразу Мемфиса од Милвоки бакса 102:99, остварио је други дабл-дабл учинак сезоне - 10 поена, 13 скокова и 4 блокаде за 33 минута.
Уводни почетак следеће сезоне пропустио је због повреде ахилове тетиве, коју је зарадио током припрема са репрезентацијом Србије. У првим утакмицама за Гризлисе играо је као стартни центар, али се због лоших наступа преселио на клупу. Сезону је завршио као други центар Мемфиса иза новајлије Марка Гасола. Током сезоне 2008/09. за 17 минута у просеку, убацивао је 5,5 поена и 4,3 скока по утакмици.

### Њујорк никси (2009–2010)
У јуну 2009. је прослеђен у Њујорк никсе. Међутим није успео да се избори за значајнију минутажу. Одиграо је само осам утакмица уз просечно 2 поена и 2,3 скока по утакмици.

### Минесота тимбервулвси (2010–2012)
У фебруару 2010. Миличић је "трејдован" у Минесота тимбервулвсе. У јулу 2010. је потписао нови четворогодишњи уговор са Тимбервулвсима. Током сезоне 2010/11. бележио је просечно 8,8 поена, 5,2 скока и 2 блокаде по утакмици, завршивши сезону као пети блокер лиге. Своје најбоље партије сезоне имао је 19. новембра 2010. против Лејкерса када је имао 23 поена, 16 скокова и 6 блокада, и 14. децембра 2010. против Вориорса када је забележио 25 поена (рекорд каријере) и 11 скокова.
Сезону 2011/12. је почео као стартни центар. Дана 20. јануара 2012 имао је најбољу партију сезоне са 22 поена и 7 скокова против Клиперса. Међутим до краја сезоне минутажа му се знатно смањила. У јулу 2012. је отпуштен.

### Бостон селтикси (2012)
У септембру 2012. Миличић је потписао уговор са Бостон селтиксима. Међутим већ након два месеца са тимом, Миличић је изразио жељу да напусти Селтиксе због приватних проблема. Званично је отпуштен 21. новембра 2012. године. За Селтиксе је одиграо само један НБА меч на којем је провео 5 минута и забележио један скок.

## Репрезентација
Са кадетском репрезентацијом Југославије је освојио Европско првенство 2001. одржано у Риги.
У лето 2005. селектор Жељко Обрадовић је позвао Миличића у репрезентацију Србије и Црне Горе, за Европско првенство које се одржавало у Србији и Црној Гори. Репрезентација СЦГ је испала у осмини финала од Француске.
На Светском првенству 2006. у Јапану, Миличић је са Игором Ракочевићем предводио репрезентацију Србије и Црне Горе, која је извршила смену генерације. Миличић је био најбољи скакач екипе (56) и блокер (17) и био је други стрелац (16,2 поена по мечу) и асистент (11) током шест утакмица. У поразу на последњој утакмици против Шпаније, Миличић је успео да заустави Пауа Гасола, а утакмицу је завршио са 18 поена, 15 скокова и три блокаде.
Миличић је уз Милана Гуровића и Марка Јарића био једини искусни играч у репрезентацији Србије коју је чинило 9 дебитаната. Репрезентација Србије је на Европском првенству у кошарци 2007. испала након прве фазе, уз сва три пораза у својој групи. Након другог пораза у групи од Грчке 68:67, Миличић је направио скандал када је извређао и претио судијама.

## Статистика НБА каријере

### Регуларна сезона
| Сезона   | Екипа    | ОУ  | СТ  | МИН  | 2П    | 3П | СБ    | СК  | А   | УЛ  | Б   | П   |
| -------- | -------- | --- | --- | ---- | ----- | -- | ----- | --- | --- | --- | --- | --- |
| 2003/04  | Детроит  | 34  | 0   | 4,7  | 26,2% | 0% | 58,3% | 1,3 | 0,2 | 0,2 | 0,4 | 1,4 |
| 2004/05  | Детроит  | 37  | 2   | 6,9  | 32,9% | 0% | 70,8% | 1,2 | 0,2 | 0,1 | 0,5 | 1,8 |
| 2005/06  | Детроит  | 25  | 0   | 5,6  | 51,5% | 0% | 37,5% | 1,1 | 0,4 | 0,1 | 0,6 | 1,5 |
| 2005/06  | Орландо  | 30  | 1   | 20,9 | 50,7% | 0% | 59,5% | 4,1 | 1,1 | 0,4 | 2,1 | 7,6 |
| 2006/07  | Орландо  | 80  | 16  | 23,9 | 45,4% | 0% | 61,3% | 5,5 | 1,1 | 0,6 | 1,8 | 8,0 |
| 2007/08  | Мемфис   | 70  | 64  | 23,8 | 43,8% | 0% | 55,4% | 6,1 | 0,8 | 0,5 | 1,6 | 7,2 |
| 2008/09  | Мемфис   | 61  | 15  | 17,0 | 51,5% | 0% | 56,2% | 4,3 | 0,6 | 0,4 | 0,8 | 5,5 |
| 2009/10  | Њујорк   | 8   | 0   | 8,9  | 47,1% | 0% | 0%    | 2,3 | 0,5 | 0,5 | 0,1 | 2,0 |
| 2009/10  | Минесота | 24  | 18  | 25,6 | 49,2% | 0% | 53,6% | 5,5 | 1,8 | 0,8 | 1,4 | 8,3 |
| 2010/11  | Минесота | 69  | 69  | 24,4 | 46,9% | 0% | 55,7% | 5,2 | 1,5 | 0,8 | 2,0 | 8,8 |
| 2011/12  | Минесота | 29  | 23  | 16,3 | 45,4% | 0% | 43,2% | 3,3 | 0,6 | 0,3 | 0,9 | 4,6 |
| 2012/13  | Бостон   | 1   | 0   | 5,0  | 0%    | 0% | 0%    | 1,0 | 0   | 0   | 0   | 0   |
| Каријера |          | 468 | 208 | 18,5 | 46%   | 0% | 57,4% | 4,2 | 0,9 | 0,4 | 1,3 | 6,0 |

### Плеј-оф
| Сезона   | Екипа   | ОУ | СТ | МИН  | 2П    | 3П | СБ    | СК  | А   | УЛ  | Б   | П    |
| -------- | ------- | -- | -- | ---- | ----- | -- | ----- | --- | --- | --- | --- | ---- |
| 2003/04  | Детроит | 8  | 0  | 1,8  | 0%    | 0% | 25%   | 0,4 | 0,1 | 0,1 | 0   | 0,1  |
| 2004/05  | Детроит | 9  | 0  | 2,3  | 28,6% | 0% | 100%  | 0,4 | 0,1 | 0   | 0,1 | 0,6  |
| 2006/07  | Орландо | 4  | 0  | 28,8 | 58,8% | 0% | 52,9% | 4,5 | 1,0 | 0,3 | 1,0 | 12,3 |
| Каријера |         | 21 | 0  | 7,1  | 48,9% | 0% | 50,0% | 1,2 | 0,3 | 0,1 | 0,2 | 2,6  |

ОУ = одигране утакмице, СТ = стартер, МИН = минути, 2П = шут за поена, 3П = шут за 3 поена, СБ = слободна бацања, СК = скокови, А = асистенције, УЛ = украдене лопте, Б = блокаде, П = поени
Болдовани бројеви означавају најбољи учинак у каријери